# Тиха
Ти́ха — село в Україні, у Самбірському районі Львівської області. Населення становить 223 осіб. Орган місцевого самоврядування — Старосамбірська міська рада.
В 1880 році населення становило 345 осіб, з них 326 українців, 6 поляків і 14 німців.

## Історія села

### Заснування
У зв'язку зі збільшенням населення у сусідній Соснівці в людей, в свою чергу, виникає брак території для ведення сільського господарства. Деякі сім'ї у пошуках територій та нових місць для випасання худоби, піднімаються берегами Лінинки та зводять тут свої оселі утворюючи висілок. З часом населення села збільшується і у червні 1561 року  король Сигизмунд Август підтверджує надання війтівства та парафії.

### Період повстанської боротьби
Жителі села, які у лавах УПА загинули за Самостійну Україну:
Михайло Бідник - "Бурлака"
Михайло Бережанський
Василь Віценцик
Василь Гусак
Михайло Гусак
Катерина Ільчишин - "Голубка" 1926-28.11.1949
Михайло Ільчишин 
Василь Кравчук - "Чорний" 1920-08.03.1948
Степан Лінинський - "Гірняк"
Микола Лучик
Василь Струк
Дмитро Струтинський
Василь Струтинський
Михайло Іванович Марич - "Ворон", "Вихор" (нар. 1921 р. у с. Бандрів) – загинув 18.01.1952 р. у с. Тиха.
Михайло Андрейко - "Хитрий"
...
У 1952 році більшість населення примусово виселяють, залишається менше десяти сімей. Основною причиною виселення стала активна партизанська діяльність населення та допомога УПА. Людям обіцяють  нове житло, родючі землі та високооплачувану роботу в колгоспах. Жителі села розуміли, що не все так як їм розказують, але під тиском злочинної влади вимушено залишають рідні домівки. Протягом трьох років значна частина виселених сімей попри тиск влади змогла повернутися до рідного краю.

## Каплиця Блаженного Миколая Чарнецького

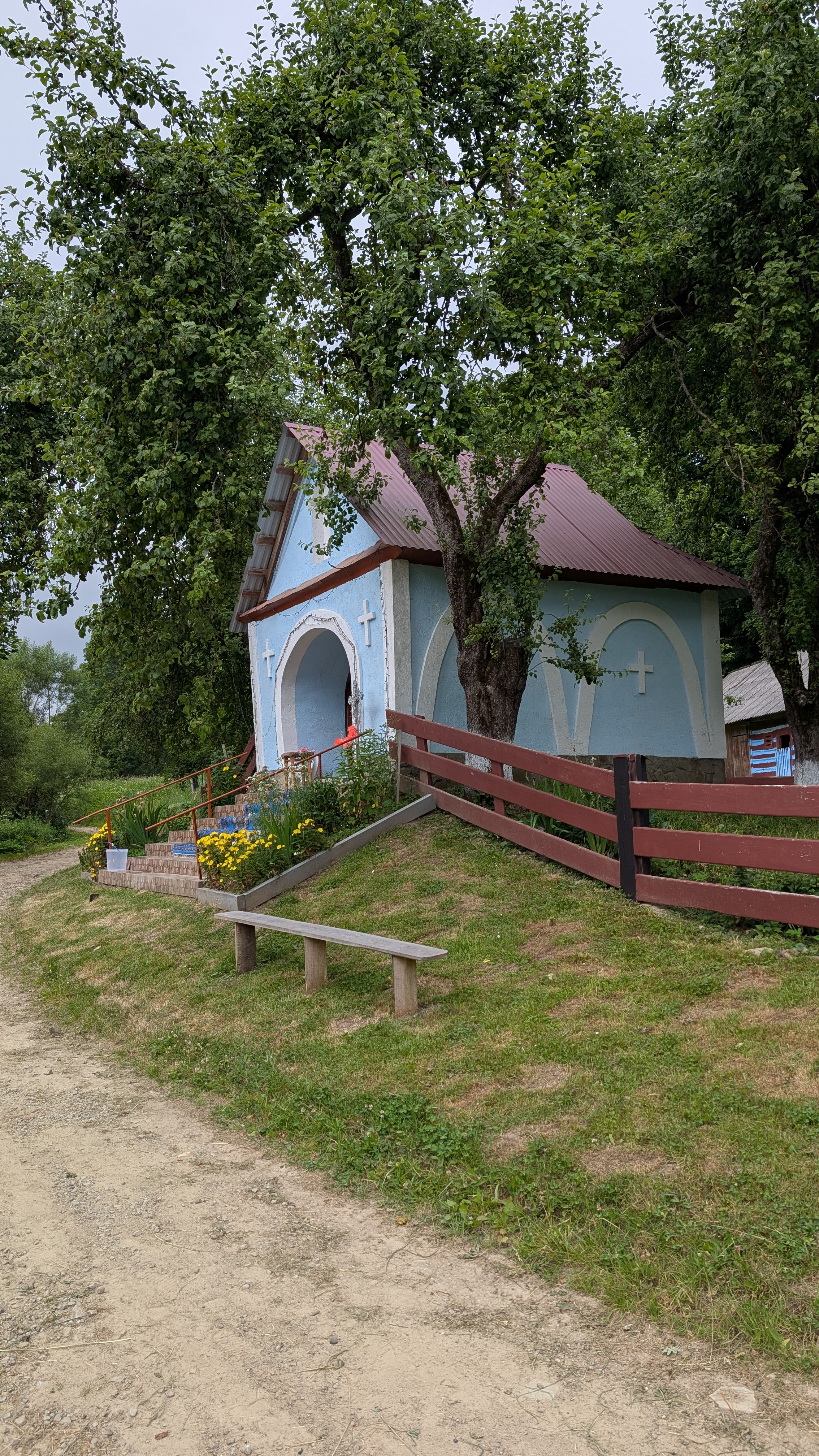
Каплиця Блаженного Миколая Чарнецького с.Тиха

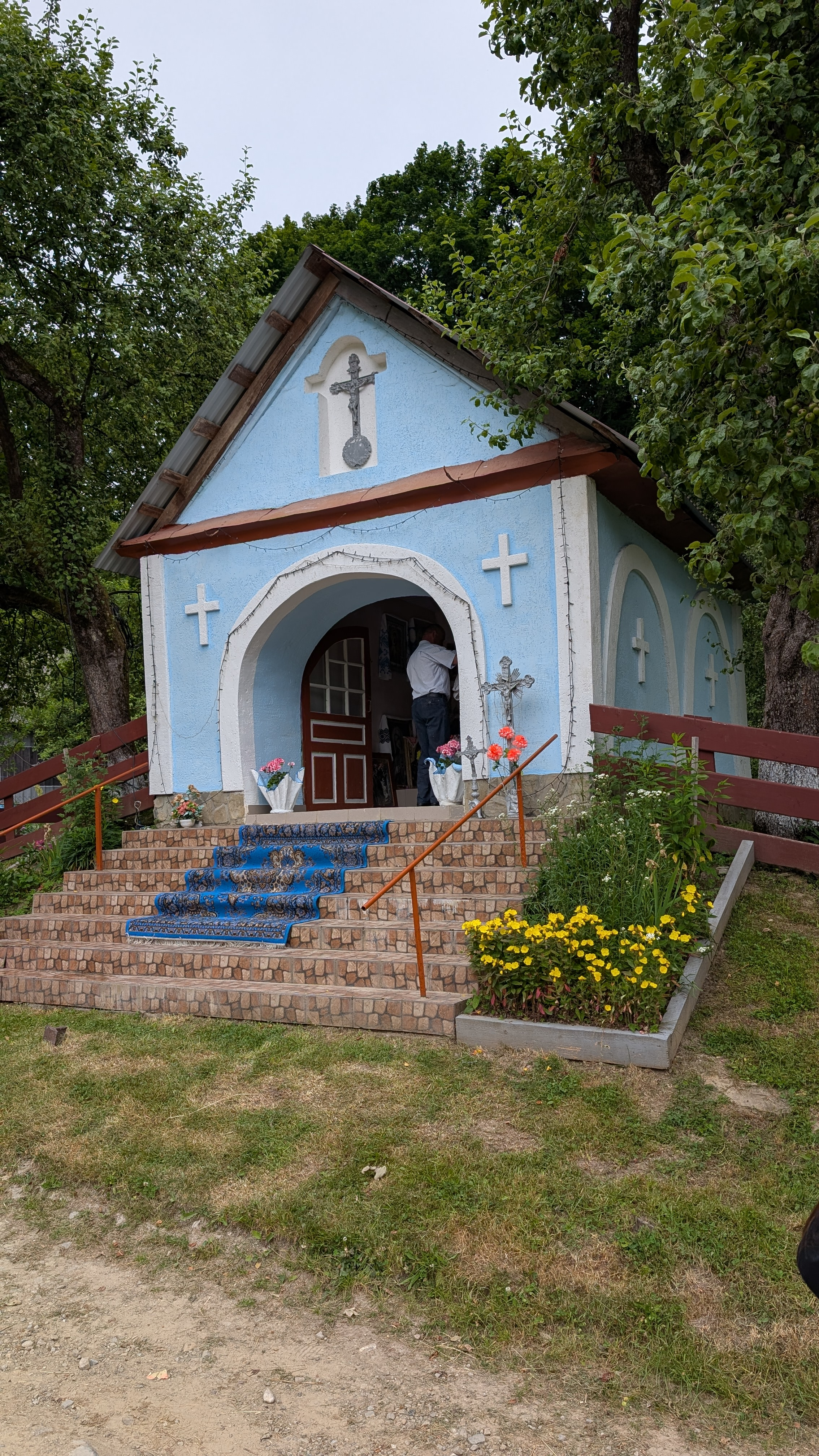
Каплиця Блаженного Миколая Чарнецького с.Тиха

## Фото

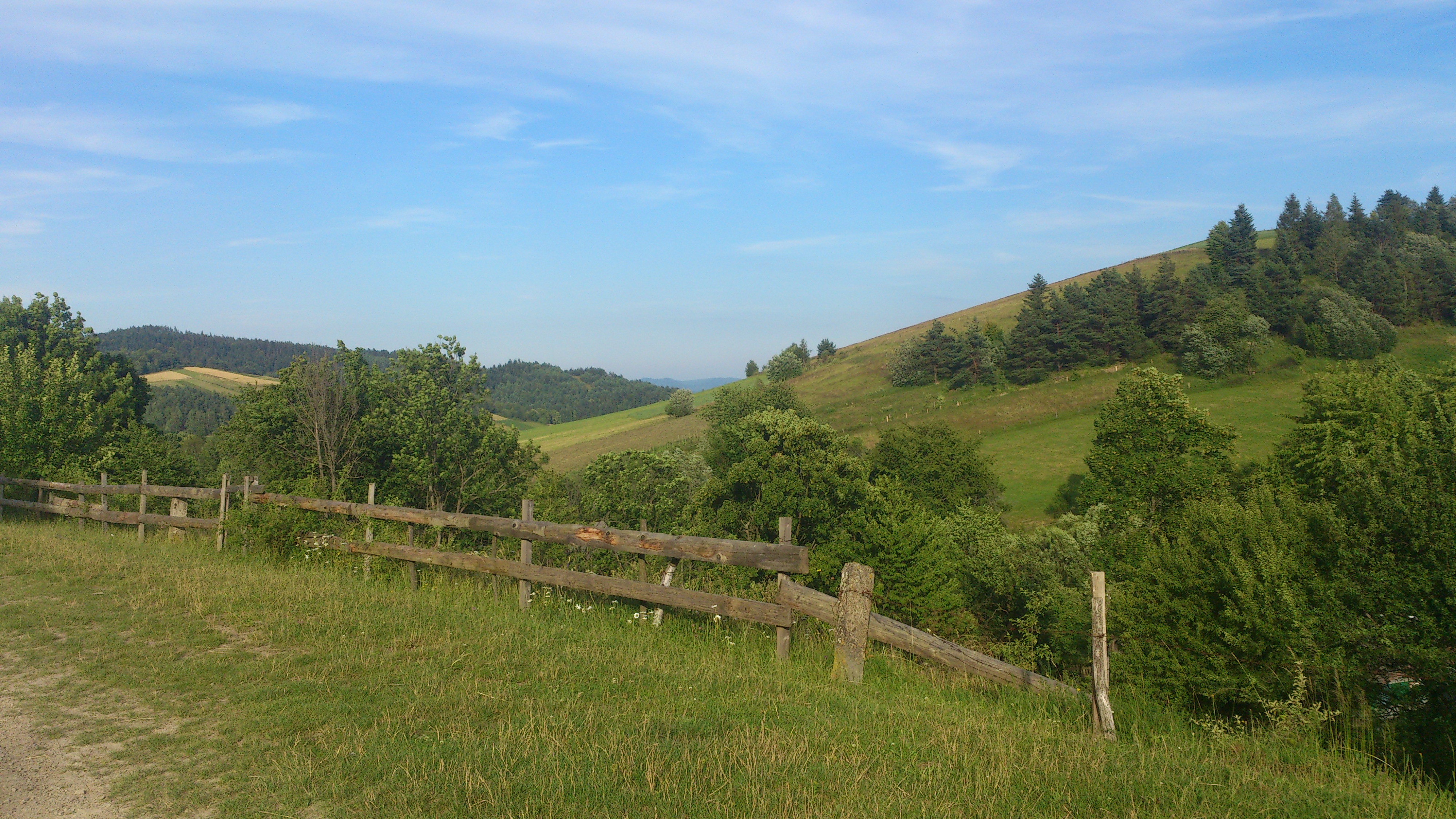
Гора Верх

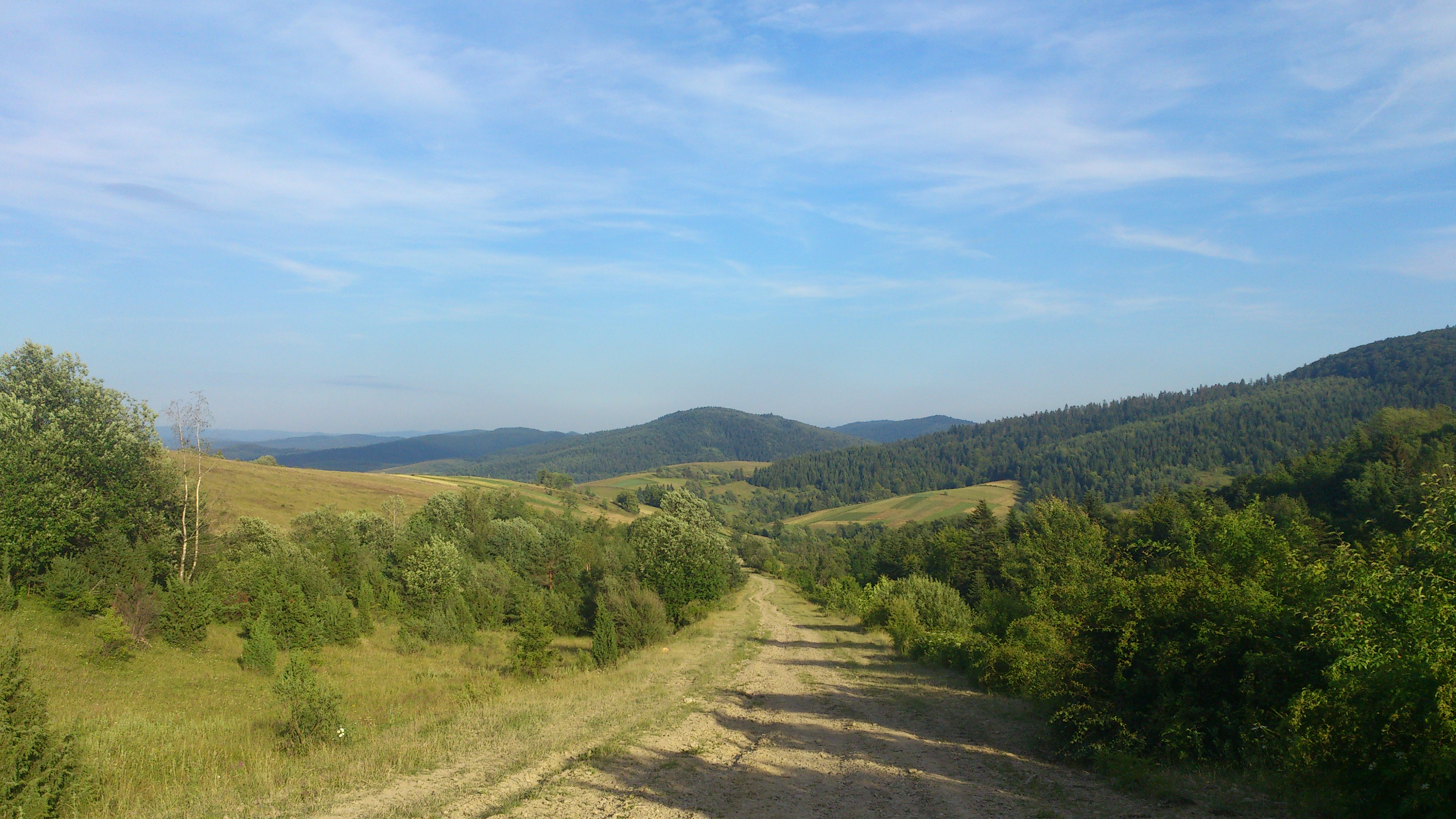

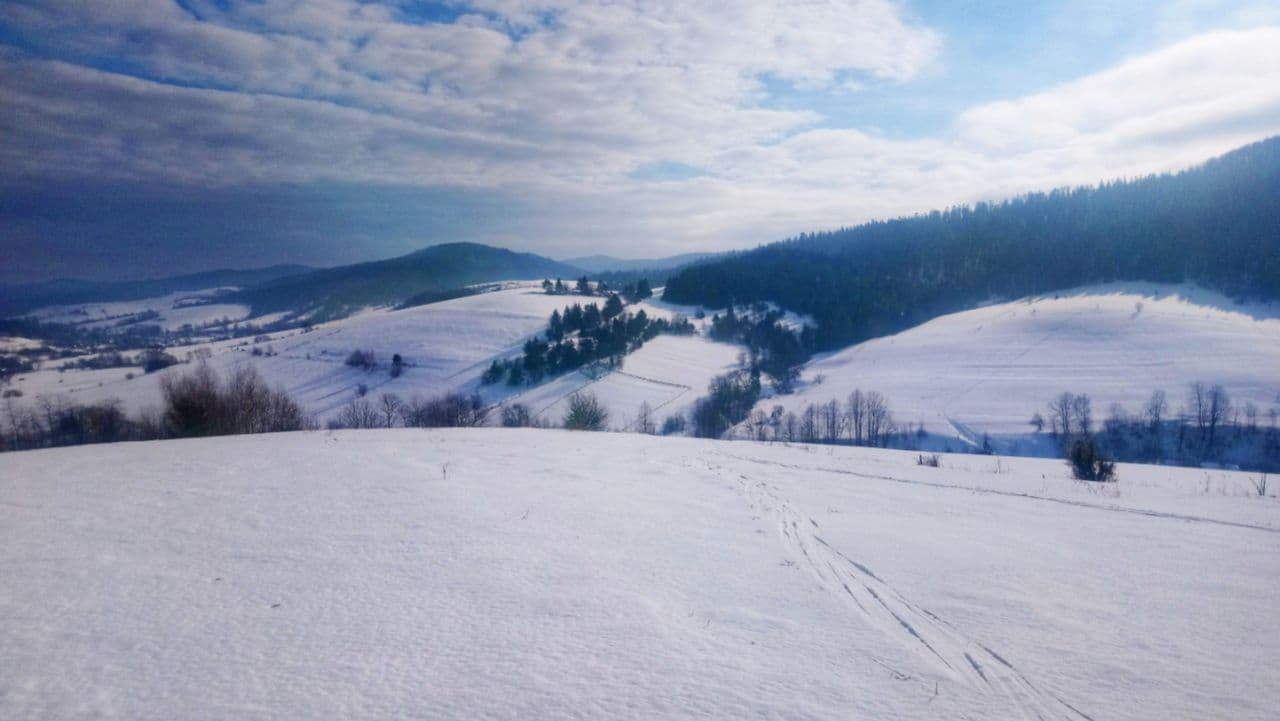
Вид з гори Рилів